# 朱澤澐
朱澤雲（1667年—1732年），字湘陶，號止泉。清代寶應人（今江蘇省寶應縣）。
康熙五年（1667年）生。少時有經世大志，“凡天文、算數、河渠，關於政治民生者，博覽遐稽”，曾向陳厚耀請教天文學，半夜起床觀測星象。長同邑王懋竑兩歲，二人同治朱熹之學，又易子而教，且結為兒女親家。論者謂朱澤沄主“尊德性”，王懋竑主“道問學”。雍正十年（1732）卒，年六十七歲。著有《朱子聖學考略》。